# Barica (Szircs)
Barica falu Horvátországban Belovár-Bilogora megyében. Közigazgatásilag Szircshez tartozik.

## Fekvése
Daruvártól légvonalban 9, közúton 14 km-re délkeletre, községközpontjától légvonalban 1, közúton 4 km-re délkeletre, a Želinjak-patak völgye fölé emelkedő Barica nevű, 329 méteres magaslaton fekszik.

## Története
A település a két világháború között keletkezett tergermelléki és podgorjai horvátok, valamint Vicenza és Padova környékéről érkezett olaszok betelepülésével. Nevét arról a hegyről kapta, amelyen fekszik, a hegy neve pedig a borbálafű (Barbarea vulgaris) horvát nevéből (barica) származik. A II. világháború idején az olaszajkú lakosság eltávozott. A háború után a település a szocialista Jugoszláviához tartozott. Lakosságát 1948-ban számlálták meg először önállóan, akkor 223-an lakták. 1991-től a független Horvátország része. 1991-ben teljes lakossága horvát nemzetiségű volt. A délszláv háború idején mindvégig horvát kézen volt. A Szircs környéki harcokban többször támadták a szerb erők, a leghevesebb támadást 1991. november 17-én kellett a védőknek visszaverni. 2011-ben 52 lakosa volt.

## Lakossága
| Lakosság változása | Lakosság változása | Lakosság változása | Lakosság változása | Lakosság változása | Lakosság változása | Lakosság változása | Lakosság változása | Lakosság változása | Lakosság változása | Lakosság változása | Lakosság változása | Lakosság változása | Lakosság változása | Lakosság változása | Lakosság változása | Lakosság változása |
| ------------------ | ------------------ | ------------------ | ------------------ | ------------------ | ------------------ | ------------------ | ------------------ | ------------------ | ------------------ | ------------------ | ------------------ | ------------------ | ------------------ | ------------------ | ------------------ | ------------------ |
| 1857               | 1869               | 1880               | 1890               | 1900               | 1910               | 1921               | 1931               | 1948               | 1953               | 1961               | 1971               | 1981               | 1991               | 2001               | 2011               | 2021               |
| 0                  | 0                  | 0                  | 0                  | 0                  | 0                  | 0                  | 0                  | 223                | 223                | 213                | 156                | 88                 | 68                 | 61                 | 52                 | 43                 |

## Nevezetességei
Barica közelében a Želnjak-patak völgye és a Svetinja-forrás felett az erdőben találhatók Szolnock (Želnjak) várának maradványai. A vár története szorosan kötődik a közeli Szircs várának történetéhez. A várat nyilvánvalóan egykori birtokosa a Kasztellánfy család építtette azért, hogy a hegyek felőli támadástól védje Szircset. 1499-ben említik először és birtokosai egészen a török hódításig (1542.) a Kasztellánfyak voltak. Mára csak néhány falrészlet maradt belőle, melyek alapján egykori alaprajza ma már nem rekonstruálható. A várat a neves horvát történész Gjuro Szabo a 20. század első felében még épebb állapotban látta. Az általa készített alaprajzról látható, hogy négyszögletes alakja volt és úgy építették, hogy védhette a közeli hegyeken átvezető utat. Eszerint a várnak a délkeleti sarkon egy kerek, a délnyugatin pedig egy négyzetes tornya volt.